# Тестостерон-17β-дегидрогеназа
В энзимологии тестостерон 17бета-дегидрогеназа представляет собой фермент, который катализирует химическую реакцию между тестостероном и андрост-4-ен-3,17-дионом. Этот фермент принадлежит к семейству оксидоредуктаз, в частности тех, которые действуют на донорную группу CH-OH с NAD+ или NADP+ в качестве акцептора.
Систематическое название этого класса ферментов — 17бета-гидроксистероид: НАД+ 17-оксидоредуктаза. Другие широко используемые названия включают 17-кеторедуктазу и 17бета-HSD. Этот фермент участвует в метаболизме андрогенов и эстрогенов.

## Варианты
Существует два варианта фермента, один из которых использует NAD+ в качестве субстрата, а другой, который использует NADP+ в качестве акцептора.

### NAD+
Этот вариант тестостерон 17бета-дегидрогеназы (EC 1.1.1.239) катализирует реакцию: тестостерон + НАД + андрост-4-ен-3,17-дион + НАДН + Н +
Таким образом, двумя субстратами этого фермента являются тестостерон и НАД+, тогда как его 3 продуктами являются андрост-4-ен-3,17-дион, NADH и Н+.

### НАДФ+
Этот вариант тестостерон 17бета-дегидрогеназы (EC 1.1.1.64) катализирует реакцию: тестостерон + НАДФ+ андрост-4-ен-3,17-дион + НАДФН + Н+
Таким образом, двумя субстратами этого фермента являются тестостерон и НАДФ+, тогда как его 3 продуктами являются андрост-4-ен-3,17-дион, NADPH и Н+.